# 2650 Елінор
2650 Елінор (2650 Elinor) — астероїд головного поясу, відкритий 14 березня 1931 року.
Тіссеранів параметр щодо Юпітера — 3,329.